# Mauritspolder
De Mauritspolder is een polder ten westen van IJzendijke in de Nederlandse provincie Zeeland. De polder behoort tot de Oranjepolders.
De polder werd ingedijkt door Jacob de Chartraine, genaamd Broucqsault, Pieter Lem, Carel van der Swalme en Pieter Goethals, waartoe zij in 1614 octrooi hadden verkregen. De polder is 532 ha groot.
In 1615 werd in het zuidoosten van IJzendijke een verdedigingslinie aangelegd, waaraan ook het weggetje Boerenverdriet nog herinnert. Hier lag een schans van die naam en het gedeelte ten oosten van dit weggetje wordt ook wel de Retranchementpolder genoemd.
De Mauritspolder, uiteraard vernoemd naar Prins Maurits, wordt begrensd door de Mauritsweg, de Oranjedijk, de Goudenpolderdijk, de Turkeyeweg en de Oranjestraat. Door de polder loopt de kaarsrechte Zevenhofstedenstraat.
Aan de rand van de polder liggen de buurtschappen Oudeland en Turkeye, terwijl de polder in het zuidoosten grenst aan het Ravelijn en de kom van IJzendijke. In het noordoosten van de polder ligt een klein kreekrestant, de Bierkreek.